# 艾瑟琳·索爾海姆
艾瑟琳·蘿肯·索爾海姆（挪威語：Iselin Løken Solheim，1990年6月20日—），挪威歌手與作詞人。艾瑟琳知名於在艾倫·沃克的單曲《人間迷走》和《唱首歌伴我入眠》擔任人聲。

## 職業
艾瑟琳·蘿肯·索爾海姆出生於奈于斯特達爾，位於挪威松恩-菲尤拉讷郡，並在年輕時開始唱歌。 2007年，她參加了挪威版的流行偶像(Pop Idol)名為Idol - Jakten på en superstjerne电视音樂秀，在那裡她進入了前40名。 2009年，在高中畢業後，她參加了在桑讷菲尤尔城市的SkiringssalFolkehøgskule，在那裡她主要學習音樂，然後開始寫自己的歌曲。 2010年，她進入利物浦的表演藝術學院，在那裡學習普及音樂和聲音技術。 在這裡，她發展成為一名藝術家和表演者，從新項目開始，並培養自己的聲音。
從英國返回挪威後，Bisi Music立即與她簽約。 然後，她發行了她的首張單曲《What's Happening》，獲得了廣泛的播放，並被選為國家廣播電台Radio Norge的本週之歌(Song of the Week)。 那時，索爾海姆與來自Bisi Music的前任經理Hilde Wahl一起認識了加斯帕·博根(Jesper Borgen)，以測試新的合作夥伴關係。 他們後來寫了文字，旋律，並一起製作了歌曲《我們的精靈(The Wizard of Us)》。
在2015年末和2016年初，她在艾倫·沃克的電子舞曲歌曲《人間迷走》和《唱首歌伴我入眠》中擔任歌手。
2018年，艾瑟琳發行了單曲《Bathtub》。她這樣評價這首歌：
我做了一段時間的創作型歌手，我所有的朋友都開始接受教育之類的東西，我第一次對音樂有點不安全……我是否應該做……這一切都有點太多了。 [...] 前一段時間我感到有點壓力，當時我應該在斯德哥爾摩參加很多會議。在我的一次會議之後，我回到酒店的浴缸裡放鬆，並受到啟發寫下了這首歌。
然後，她於 9 月發行了她的下一首單曲“Lost”，並於 2018 年 10 月發行了原聲版本。“Anyone Out There”於 2019 年 2 月發行。

Felix Cartal 的單曲“Walking By”（2018 年）、Gryffin 的單曲“Just for a Moment”（2018 年）以及 3LAU 和 Justin Caruso 的單曲“Better With You”（2019 年）的歌手均是艾瑟琳。
Solheim 還與其他人合作創作了歌曲，其中包括 R3hab、Matoma、SKAAR、Inna、Broiler、James Carter 和  Martin Tungevaag.

## 唱片

### 單曲

#### 作為主唱歌手
| 標題                       | 年   | 專輯         |
| -------------------------- | ---- | ------------ |
|                            |      |              |
| Credited as Iselin Solheim |      |              |
| "What's Happening"         | 2012 | 非專輯的單曲 |
| "The Wizard of Us"         | 2013 | 非專輯的單曲 |
| "Oracle"                   | 2013 | 非專輯的單曲 |
| "Giants"                   | 2015 | 非專輯的單曲 |
| "Listen"                   | 2016 | 非專輯的單曲 |
|                            |      |              |
| Credited as Iselin         |      |              |
| "Bathtub"                  | 2018 | 非專輯的單曲 |
| "Lost"                     | 2018 | 非專輯的單曲 |
| "Anyone Out There"         | 2019 | 非專輯的單曲 |